# 福岡県立浮羽工業高等学校
福岡県立浮羽工業高等学校（ふくおかけんりつ うきはこうぎょうこうとうがっこう）は、福岡県久留米市田主丸町大字田主丸に位置する県立の工業高等学校。

## 概要
歴史
1906年（明治39年）創立の「浮羽郡立浮羽工業徒弟学校」を前身とする。2026年（令和8年）には創立120周年を迎える。
校名の由来
学校の所在地は久留米市だが、田主丸町が久留米市に編入される以前は浮羽郡に属していたため、「浮羽」の名が残る。
設置課程・学科
全日制課程 5学科（工業に関する学科）
- 建築科
- 環境デザイン科
- 機械科
- 電気科
- 材料技術科

定時制課程 1学科
- 普通科

## 沿革
旧制・工業学校（実業学校）時代
- 1906年（明治39年）6月5日 - 「浮羽郡立浮羽工業徒弟学校」の設立が認可される。木工科を設置。吉井町に仮校舎を設置。
- 1918年（大正7年）5月23日 - 「浮羽郡立浮羽工業学校」（実業学校）に改称。木工科を建築科に、指物科を家具科に改組。
- 1923年（大正12年）4月1日 - 郡制廃止に伴う県立移管により、「福岡県立浮羽工業学校」に改称。
- 1931年（昭和6年）
  - 4月9日 - 建築研究科を設置。
  - 7月11日 - 青年訓練所の課程と同等以上に認定される。
- 1932年（昭和7年）4月 - 甲種工業学校に昇格。建築研究科を廃止し、高級建築科を設置。
- 1947年（昭和22年）4月 - 学制改革により、工業学校としての募集を停止。加えて、経過措置として新制中学校を併設し（以下・併設中学校）、工業学校1・2年修了者を新制中学校2・3年生として収容。

新制高等学校
- 1948年（昭和23年）4月1日 - 学制改革により、新制高等学校「福岡県立浮羽工業高等学校」（初代）と改称。定時制課程を設置。併設中学校は継承され、1946年（昭和21年）に工業学校へ最後に入学した生徒（3年生）のみとなる。
- 1949年（昭和24年）
  - 3月31日 - 最後の卒業生を送り出し、併設中学校を廃止。
  - 8月31日 - 「福岡県立筑陵高等学校」に改称。
- 1953年（昭和28年）4月1日 - 「福岡県立浮羽工業高等学校」（現校名）に改称（復称）。
- 1961年（昭和36年）4月1日 - 電気科を設置。定時制普通科の募集を停止。
- 2011年（平成23年）3月31日 - 土木科を閉科。
- 2023年（令和5年）7月10日 - 福岡県に被害をもたらした豪雨で近くを流れる巨瀬川が氾濫し校舎の1階部分が使用不能となった[1]。

## 交通アクセス
- JR九州田主丸駅から徒歩10分
- 浮羽工業前バス停から徒歩1分